# Fridolin Suter
Fridolin Suter (* 5. November 1863 in Tobel; † 28. September 1937 in St. Gallen) war ein Schweizer römisch-katholischer Geistlicher.

## Leben
Fridolin Suter war der Sohn von Johann Ludwig Suter, Messmer und dessen Ehefrau Maria Theresia, geb. Vetter.
Er besuchte das Priesterseminar in Luzern und erhielt 1891 die Priesterweihe.
Von 1891 bis 1893 war er Kaplan und der Vorsteher der Knabensekundarschule Baar, von 1894 bis 1903 Pfarrer in Steckborn und von 1903 bis 1937 in Bischofszell.
1899 erfolgte sein Wahl zum Generalsekretär des Schweizerischen Katholischen Jungmannschaftsverbands (SKJV), in diesem Amt blieb er bis 1917;  in dieser Zeit gründete er die Zeitschrift Jungmannschaft als offizielles Organ der katholischen Jünglingsvereine in der Schweiz.
1922 wurde er bischöflicher Kommissar für den Kanton Thurgau. 1932 erhielt er die Leitung des Dekanats Bischofszell.

## Ehrungen
- 1903 erfolgte seine Ernennung zum päpstlichen Hausprälaten.
- 1922 verlieh ihm die Universität Graz den Ehrendoktortitel Dr. h. c.
- 1935 wurde er Ehrendomherr der Kathedrale Solothurn.
- Fridolin Suter war Ehrenbürger von Bischofszell.[1]

## Schriften (Auswahl)
- Das Bischöfliche Kommissariat der Diözese Basel für den Kanton Thurgau: nach dem Kirchenrecht & thurgauischen Staatsrecht. Frauenfeld: Druckerei Müller, 1921.
- Die staats-kirchlichen Verhältnisse im Kanton Thurgau seit der Wiedererrichtung der Diöcese Basel. Solothurn: Union, 1929.
- Joseph Ambühl; Fridolin Suter: Juventus catholica: Die katholischen Jugendverbände Europas. Mit besonderer Berücksichtigung der männlichen werktätigen Jugend. Zug: Rex-Verlag SKJV, 1932.